# Municipio de Santiago Tuxtla
El municipio de Santiago Tuxtla se encuentra en el estado de Veracruz, al sureste de México. Es uno de los 212 municipios de la entidad y tiene su ubicación en la zona sur del estado. Su cabecera es la localidad de Santiago Tuxtla. El municipio lo conforman 239 localidades en las cuales habitan 56.427 personas.

## Cabecera
Su cabecera es la Ciudad Colonial de Santiago Tuxtla. Está situado a una altitud de 200 m s. n. m.
Otras localidades son: Tres Zapotes, Tlapacoyan, Francisco I. Madero y Tapalapan.

## Límites
- Norte: Ángel R. Cabada
- Sur: Isla
- Este: San Andrés Tuxtla
- Oeste: Saltabarranca y Tlacotalpan

Santiago Tuxtla, se encuentra ubicado en el sur del Estado de Veracruz, en la Sierra de Tuxtla. Limita al norte y oeste con Angel R. Cabada; al norte, este y sur con San Andrés Tuxtla; al sur con Isla; al oeste con Saltabarranca y Tlacotalpan. Su distancia desde Xalapa, capital del Estado, por carretera es de 260 km.

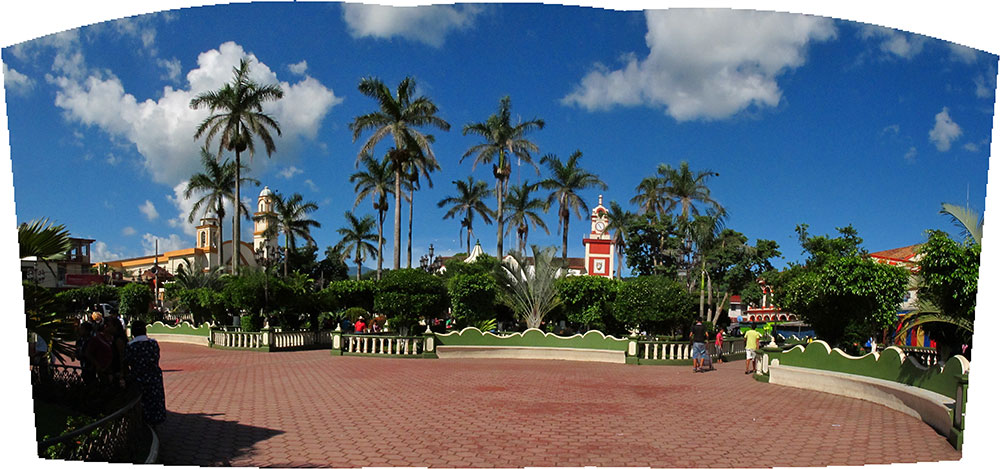
Panorámica del Parque Municipal.

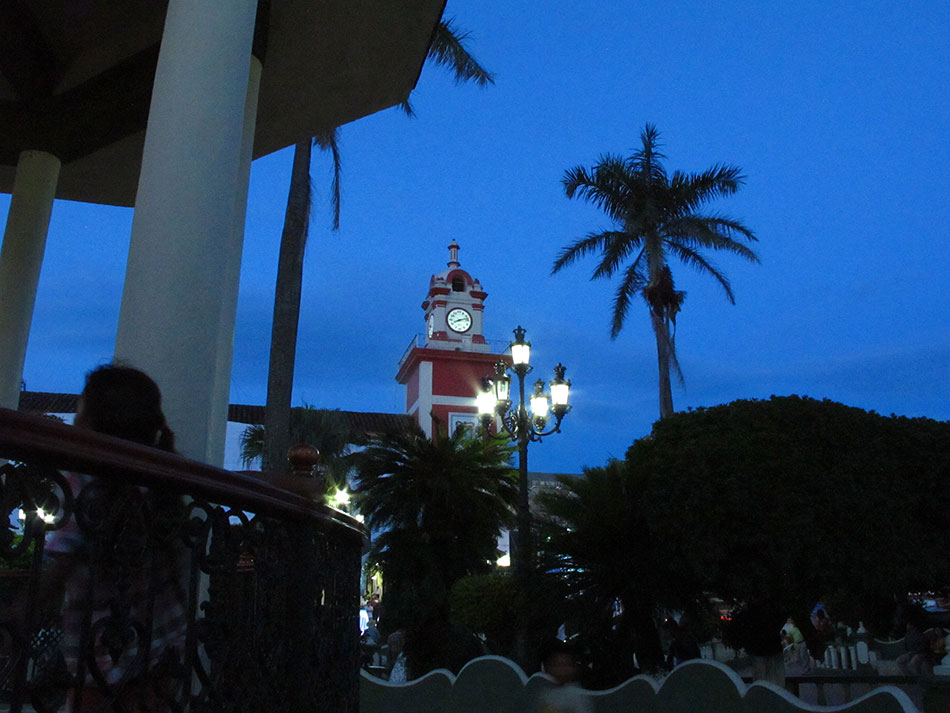
Vista del Palacio Municipal desde el Parque.

## Símbolos

### Significado
El nombre Tuxtla es la castellanización de la palabra náhuatl tochtlán, que se traduce como tierra de conejos.

### Escudo
El actual escudo fue originalmente concedido a la ciudad en el año 1525, año de su fundación. A la izquierda, arriba sobre campo de plata la cruz de fuego de los caballeros, un puñal cuya empuñadura son tres flores de lis, de los caballeros de la orden militar de Santiago; arriba derecha en fondo azul, una cabeza colosal olmeca en su color natural, con cintillo para deformar el cráneo; abajo en el centro, en campo de cinople un haz de caña de azúcar, encima una corona de marqués, en memoria de Hernán Cortés, fundador de la Villa de Tuxtla; en la orilla sobre bordadura de oro el nombre Santiago de Tuztla, como se escribía en el siglo XVI y nueve máscaras negras y machetes que representan los nueve barrios de la ciudad y su danza de Santiagueros.
Según el cronista Eneas Rivas H. . El escudo es el símbolo representativo del Municipio y se forma con la: a). Cabeza Olmeca y la Cruz de Santiago que simbolizan nuestros mestizaje; b). Haz de caña de azúcar y corona, por el trapiche de Tuxtla y el Marquesado de Hernán Cortés; y c). Nueve máscaras y machetes, representa los nueve barrios y la danza de los negros.

## Clima
En Santiago Tuxtla el clima es cálido-húmedo, con un rango de temperatura de 24 - 26 °C, con lluvias la mayor parte del año.

## Cultura

### Centros Culturales

#### Cabeza Olmeca de La Cobata

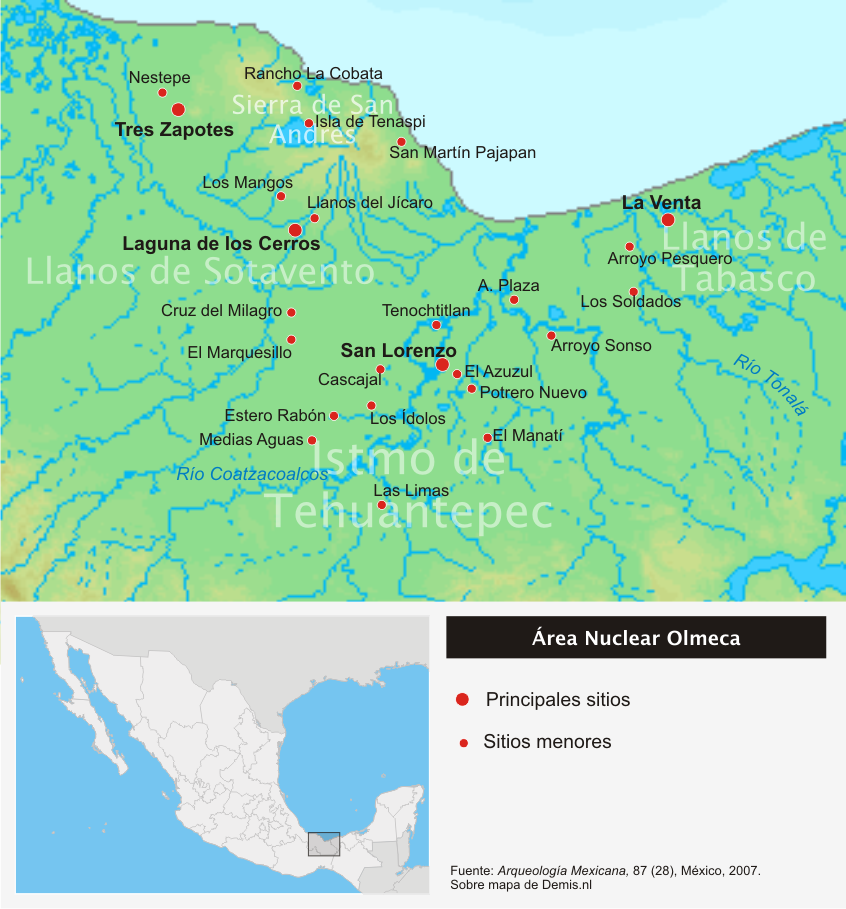
Yacimientos arqueológicos en el área nuclear olmeca.

Mapa donde se puede observar el lugar del hallazgo de la cabeza, el Rancho de La Cobata, cerca del yacimiento arqueológico de Tres Zapotes.

La Cabeza olmeca de La Cobata, conocida técnicamente como "Monumento No. 1 del Rancho La Cobata", es una escultura datada entre los años 1200 a. C. - 400 a. C., fue esculpida por los olmecas, que fueron un pueblo que se desarrolló en Mesoamérica durante el Preclásico Medio, 1200 a. C. - 800 a. C., concretamente en lo que sería la parte sureste del estado de Veracruz y el oeste de Tabasco, en la actual México.
El pueblo olmeca desarrolló una de las civilizaciones mesoamericanas más antiguas. Sus manifestaciones artísticas más conocidas fueron las “cabezas colosales”. Estas grandes esculturas fueron hechas con basalto y tenían una altura de entre 2,4 y 3,6 metros.
En el parque de Villahermosa, en la capital del estado de Tabasco (México). Allí se conservan algunas cabezas colosales encontradas en dos de las principales ciudades olmecas: La Venta y San Lorenzo.

## Tradiciones

### Semana Santa
Tradiciones emblemáticas: Santo Encuentro el Miércoles Santo, Aposentillo en santiago tuxtla para hacer el aponsentillo hay otra tradición que es la de ir a traer arrayán al volcán de San Martín muchos jóvenes y señores se puede ir de las 8pm o 3am para subir y venir de regreso al otro día. Durante Jueves Santo y Viernes Santo la Virgen Dolorosa en la Procesión del Silencio hace un recorrido por las principales calles de la localidad.

#### Procesión del Silencio
Esta manifestación religiosa es el máximo atractivo turístico en la Semana Mayor en Santiago Tuxtla. Es uno de los eventos más importantes para los habitantes de esta localidad. La tradición surgió a partir de una leyenda: 
"Fue en 1833 cuando el cólera morbo azotó la villa de Santiago Tuxtla. Un 24 de Marzo fue el día más aciago, y precisamente era viernes. La población quedó diezmada a la mitad: las plazas y las calles se llenaron de cadáveres, lamentos y llantos, sin embargo, nadie se atrevía a auxiliar a los apestados por temor a contraer la enfermedad. Los devotos acudieron al templo a implorar misericordia, pero notaron que la imagen de Nuestra Señora De la Soledad no se encontraba en su nicho." 
Se dice que a partir de ese hecho, cada Viernes Santo se realiza la Procesión de la Dolorosa Virgen.  Se acostumbra recorrer las principales calles, iniciando a las 9:00 p. m. en el Templo Sagrado Corazón de Jesús retornando a esta misma al final del evento.

### Santiago Apóstol
Feria

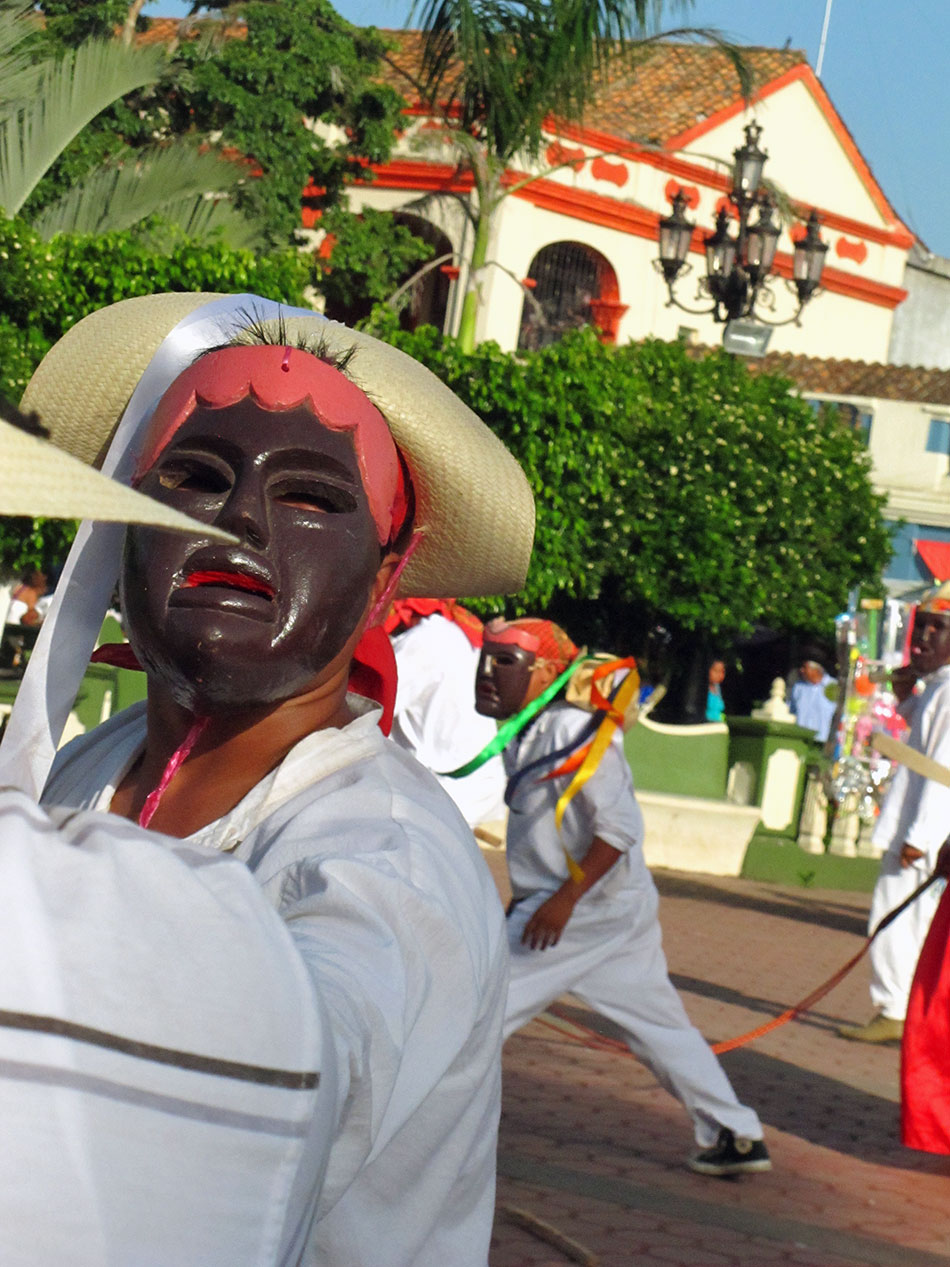
Danza de los Negros, Baile con máscaras, Moros contra Cristianos, en Santiago Tuxtla).

Santiago Tuxtla celebra entre el 19 al 27 de julio de cada año su Feria Titular, cuando se realizan eventos tradicionales y religiosos en honor al Apóstol Santiago (Señor Santiago, Santiago de Galicia) y la conmemoración de su fundación. Todos los días durante la feria a las 5 de la mañana por las principales calles es interpretada por una banda una antiquísima melodía tradicional de esta ciudad: La Diana con lo que inicia las festividades, después con la Coronación de la Reina, la cual era coronada en el Cine Díaz, posteriormente la coronación se efectuó al aire libre frente al Palacio Municipal y actualmente se ha coronado en el Recinto Ferial. Mojiganda, el día 24 de julio, tradicional evento con muñecos gigante, toros petate, líceres, cohetes. Es una celebración donde se junta el misticismo, la religiosidad y lo pagano. El 25 de julio Procesión del Señor Santiago Apóstol, , que la encabeza el Santo Patrono del Pueblo, Santiago Apóstol, el Sacerdote, la Reina de la feria y la corte real, junto con las Autoridades Municipales, acompañados por Representaciones de los Nueve Barrios con sus estandartes. La Procesión es acompañada por La Cabalgata. Fiesta típica donde se manifiesta el Esplendor y la Espectacularidad de la Identidad Tuxteca, jinetes con sus caballos procedentes de esta localidad y de lugares tales como San Andrés Tuxtla, Catemaco, Angel R. cabada, Lerdo de Tejada, Juan Rodríguez Clara, Isla, Veracruz, Tejería, Tierra Blanca El Cocuite entre otros.
Torneo de Cintas, se celebra el día 26 de julio. Gran Torneo de Cintas a la usansa Mora, torneo de evocación a los celebrados de los reinos de Taifas en el Califato de Córdoba, durante la dominación de España por los árabes. Concurso Estatal de Fandango, se reúnen los bailadores, en su versión escénica, más selectos del Estado de Veracruz, y dan rienda suelta al Baile Jarocho, vibrando el entarimado al golpeteo del zapateado, acompañados de los sonidos que salen como voces de la madera y las cuerdas de la jarana, el requinto y el arpa. Baile Real en honor a la Reina en turno de la Feria, cada 26 de julio
Durante la Feria titular, al anochecer se realizan fandangos tradicionales de son jarocho en la Casa del Fandango donde se puede escuchar a los soneros y ver bailar a zapateadores de la región.
Líceres

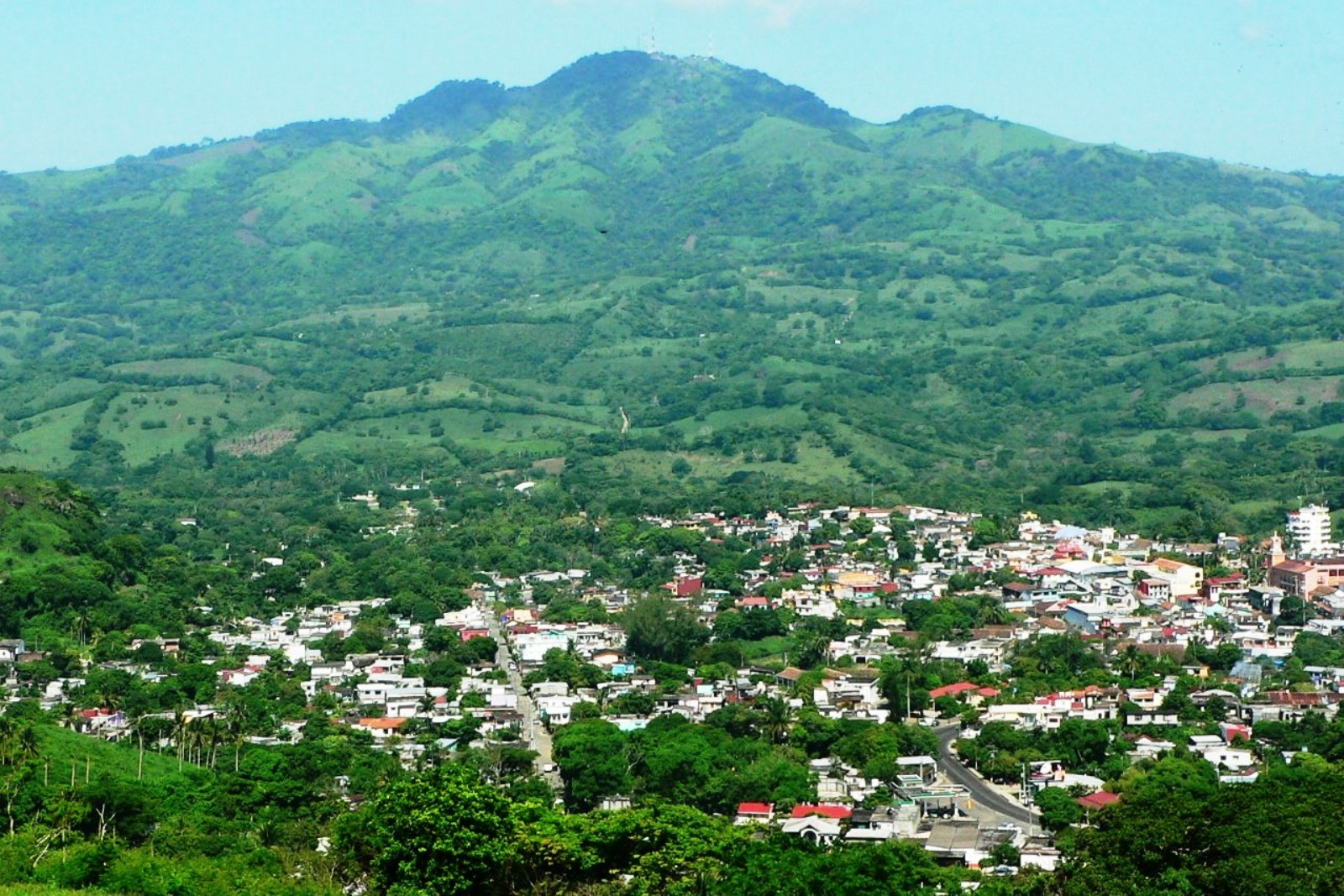
Santiago Tuxtla

La fiesta típica de Los Líceres se desarrolla todos los años durante el mes de junio, acentuando la celebración los fines de semana, es una tradición muy antigua que viene de una leyenda mitológica, popular, real o histórica, algo que aún no se sabe. Sea como sea, la tradición se respeta año tras año y todo el simbolismo se remite a aquella leyenda.
La leyenda dice que antiguamente los habitantes autóctonos mataban a los jaguares y se disfrazan con sus pieles para camuflarse y defenderse de los malhechores. Emitían los bramidos de los felinos y si eran atacados se defendían con un lazo.
La tradición ha teatralizado esta leyenda. Mayormente los jóvenes son los protagonistas de esta hazaña, pero pueden participar todos los que quieran. Estos se disfrazan con atuendos compuestos de un cuero (mameluco) y un moco (capucha). La tela debe tener motas, identificando a la piel del jaguar y la capucha dos orejas como su cabeza. Se organizan en pandillas que generalmente se agrupan por barrios. Durante los días de este festejo, las pandillas deambulan por las calles del pueblo, emitiendo los bramidos y correteando agazapados a los niños a quienes se cargan en los hombros y dan vueltas sin parar.
Es una festividad muy entretenida. En su transcurso, toda la gente está pendiente de la aparición de los Líceres para evitar ser sorprendidos por alguno de ellos.
Si uno de ellos te llega a sorprender, debes de correr, de lo contrario serás cargado y mareado por uno de ellos.
Danza de los Negros, en Feria Titular. Es una Danza de Moros contra Cristianos, en la que aparece el Apóstol Santiago con su espada flamígera y montado en su caballo. Rememora las batallas que España enfrentaba contra los musulmanes.
La Patria Cada 16 de septiembre, representada por una Joven vestida con atuendos propios de esta celebración es Paseada por una carreta tirada por dos toros por las principales calles de esta municipalidad.
Las Posadas, en Navidad. 
La Rama, en Navidad. La Rama es una tradición originaria de esta Ciudad, la cual se ha extendido por todo el estado de Veracruz. Rama Grande y Rama Chica.
La Rama es una parte de un árbol que se adorna con motivos navideños. Rama Grande Inicia en el Palacio Municipal con un Huapango, es llevada a una casa o negocio, donde debe organizarse un Huapango la siguiente noche, así sucesivamente hasta el 5 de enero. El 6 de enero inicia la Rama Chica (Huapango de Niños). Termina el 2 de febrero (Día de la Candelaria).
Acarreo de Niños, en Navidad. Cada 24 y 31 de diciembre por la noche, acompañados con cantos y música de jaranas, violines y marimba propios de esta localidad es paseado el Niño Dios, por las calles de la ciudad. Tradición que se remonta a la época colonial.
Casa del Fandango. Punto de Reunión de Jaraneros y Bailadores del Son Jarocho.
Ballet Folklórico Toxtlán. Para destacar la cultura popular tuxtleca, a principios de la década de los 70 se crea este Ballet, se interpretran bailes jarochos y de la huasteca, así como bailes tradicionales de Oaxaca. Hubo participaciones en eventos de esta localidad y de la región, así como en eventos televisivos como México Magia y Encuentro de Raúl Velasco 1975 y en la TV Yucateca en el Centro de Convenciones de Cancún 1976.
Quema del Año viejo. La noche del 31 de diciembre se quema un monigote hecho con ropa vieja y que se rellena de “cuetes” y paja o periódico. El monigote representa al Año viejo, el año que acaba de pasar, y se le quema para despedirse de él y darle la bienvenida al año entrante.

### Fandangos
En varios ocasiones del año se realizan eventos de fandangos tradicionales donde se reúnen músicos de toda la región: a).- Durante las fiestas patronales de julio con el Concurso estatal de fandango, que se efectúa el día 25; y,
b).- En la época Decembrina, con la rama iniciando con las posadas (rama navideña) hasta el 2 de febrero.
c).- Los fines de semana con grupos locales al sonido del son abajeño

## Historia
Santiago Tuxtla es cuna de la Cultura Olmeca, en su territorio está Hueyapan, actualmente Tres Zapotes, donde existía un asentamiento de esta cultura Madre. Un asentamiento adyacente a Tuxtla es Totogatl. 
Las Montañas (Volcán) de Tuxtla son observadas por un marinero de nombre Martín, según narración en la Historia Verdadera de la Conquista de la Nueva España, por lo que se conoce actualmente como Volcán de San Martín. 
Toztlan está representado en el Códice Mendocino, mediante un topoglifo, como tributario de la Triple Alianza.
La palabra Tuxtla, en el siglo XVI, ha estado redactada como Toztlan, Zitla, Tluistla, Tusta y Tusila.
Aunque ya existía como asentamiento indígena antes de la llegada de los españoles, el día 25 de julio de 1525 es la fundación española o Mestiza de la Villa de Tuxtla.
A Hernán Cortés, mediante Cédula Real, se le otorgan 22 Villas con Veintitrés mil Vasallos, destacan Tuztla,Tepeca, Cotasta, Izcalpan-Rinconada con las que se creó el Marquesado del Valle de Oaxaca, el 6 de julio de 1529. En años anteriores, en 1521, Hernán Cortés introdujo la Caña de Azúcar y fundó el Trapiche de Tuxtla llamado el Uvero, actualmente es una localidad que se conoce como Paso del Ingenio. A este Trapiche también se trajeron esclavos negros por lo que además del mestizaje de los indígenas con los españoles, también hubo mestizaje con la raza negra, dando lugar a la tercera raíz que ahora es identidad de la nación.
En 1580 Juan de Medina redacta el Informe: Relación de Tlacotalpan y su Partido. Tlacotalpan y Tuxtla. Obispado de Tlaxcala, Nueva España.
En esta relación describe 6 estancias dependientes de Tuxtla: Conchihca, San Andrés Zaqualco, Matlacapa, Caxiapa, Chuniapa y Catemaco.
En la estructura del Marquesado se le denomina Alcaldía Mayor de Tuxtla, Cotaxtla y La Rinconada, dependiendo también Izcalpan, así como Tlalixcoyan abarcando gran parte de lo que ahora es el Estado de Veracruz. Comprendía el área del Lago de Catemaco, Rodríguez Clara, la zona de Tierra Blanca hasta las Trancas y Emiliano Zapata, limitaba con Xalapa y con Santiago Huatusco (hoy Felipe Carrillo Puerto) y limitaba también con Puctla (hoy Izúcar de Matanoros, Puebla). Dependian de la Provincia de Tuxtla Alvarado, Boca del Rio y Tlacomulco (Jalcomulco).
Unas personas originarias de Santiago Tuxtla, por el año de 1750,  en su peregrinación a Otatitlán decidieron quedarse en las márgenes del Río Papaloapan y fundaron Tuxtilla.
Como parte de las Reformas Borbónicas en 1786 el rey Carlos III firmó la Real Ordenanza de Intendentes de Exército y Provincia de Nueva-España que creó doce intendencias en el Virreinato de Nueva España, reemplazando a los reinos, comandancias, corregimientos y alcaldías mayores. Por este motivo la Provincia de (Santiago) Tuxtla es anexada a la Intendencia de Veracruz, como Partido de Tuxtla, con cabecera en Santiago Tuxtla. 
En 1791 el Partido de Santiago Tuxtla cuenta con las Villas de Santiago Tuxtla, San Andrés Tuxtla, Cotaxtla y Agasapan (Apazapan).
Después de la Independencia de México, la Villa de San Andrés Tuxtla adquiere la cabecera cantonal por decreto de la Legislatura del Estado de Veracruz. 
Hacia 1921 4 monolitos procedentes de Totógalt, son llevados a San Andrés Tuxtla y ocupaban cada esquina del Parque Central y hace algunos años son reubicados en el Nuevo Museo de esa misma ciudad.
En 1930 las localidades de San Juan de los Reyes y El Mesón se separan de Santiago Tuxtla, convirtiéndose en el Municipio de Angel Rosario Cabada, años después El Mesón es denominado Angel R. Cabada.
Por decreto del 5 de noviembre de 1932 la Villa de Santiago Tuxtla es denominada Juan de la Luz Enríquez. En 1936 recupera su original nombre de Santiago Tuxtla. 
En 1950 se otorga la categoría de Ciudad a la cabecera municipal. 
En la década de los años 50 entra de lleno a la modernidad con la construcción de la Carretera Federal, se inaugura una Estación de Radio (actualmente es la XEDQ de San Andrés Tuxtla), se introduce el Agua Potable, Telefonía, el Centro de Salud Urbano y se construye el Hospital Civil Teodoro A. Diez. También se construye el Nuevo Palacio Municipal.
En 1954 inicia la Escuela Secundaria.
Por decreto en 1974 se eleva a la categoría de Ciudad Colonial. 
En 1975 se conmemoran los 450 años de la Fundación mestiza de Santiago Tuxtla.
31 de diciembre de 2003 es creado el Distrito XXIV del Estado de Veracruz. Cabecera: Santiago Tuxtla. Municipios: Isla, José Azueta, Juan Rodríguez Clara, Playa Vicente, Santiago Sochiapan y Santiago Tuxtla.
El 1 de septiembre de 2012 la Universidad Popular Autónoma de Veracruz Sede Santiago Tuxtla inicia sus actividades con Licenciaturas en Trabajo Social y Psicología. 
1 de julio de 2015 a raíz de la Reestructuración Distrital del Estado de Veracruz, el Distrito 24 de Santiago Tuxtla queda de la siguiente forma; Cabecera Santiago Tuxtla. Municipios: Amatitlán, Ángel R. Cabada, Isla, Juan Rodríguez Clara, Lerdo de Tejada, Saltabarranca, José Azueta, Tlacotalpan y Carlos A. Carrillo.
Santiago Tuxtla, el 25 de julio de 2025, celebra 500 años de Fundacion Española-Mestiza.
Personajes Nacidos en Santiago Tuxtla: 
Erasmo Castellanos Quinto, Escritor considerado el Primer Cervantista de América, Miembro de la Academia Mexicana de la Lengua.
Juan de Dios Palma Nanto, político, Diputado Constituyente.
Angel Carvajal Bernal, político, Gobernador Interino del Estado de Veracruz. Posteriormente Secretario de Gobernación. En reconocimiento un municipio lleva su nombre Cosautlán de Carvajal.
Eneas R. Rivas Castellanos. Escritor, Filósofo, Historiador, Cronista de la Ciudad. Teodoro A. Diez, médico, el Hospital de la localidad lleva su nombre. 
Nemesio Domínguez Domínguez. Político, presidente municipal y diversos cargos estatales y federales; director del DIF Estatal, Junta de Mejoras del Estado, en dos ocasiones diputado federal. Gestionó la construcción de la Esc. Secundaria Técnica y la construcción del Nuevo Hospital Civil. Subdirector en la SEP del Estado de Veracruz.
Ezequiel García Díez, profesor reconocido por su gran habilidad en la matemáticas. Joel Verdejo Locutor de Canal 4 Más. Armando Chacha Antele Cantautor e Intèrprete de melodìas que resaltan lo cotidiano del terruño tuxtleco como Matamba, Canciones Interpretadas por David Haro y Santiago interpretada por Eugenia Leon.
Personajes hijos de Tuxtlecos:
Gustavo Carvajal Moreno por los años setenta Presidente del CEN del PRI
Raul Peimbert Diaz, Periodista Internacional con Noticieros en México en el Estado de Veracruz, Canal 4 Mas y Telever. En Estados Unidos en Telemundo y Univisiòn.

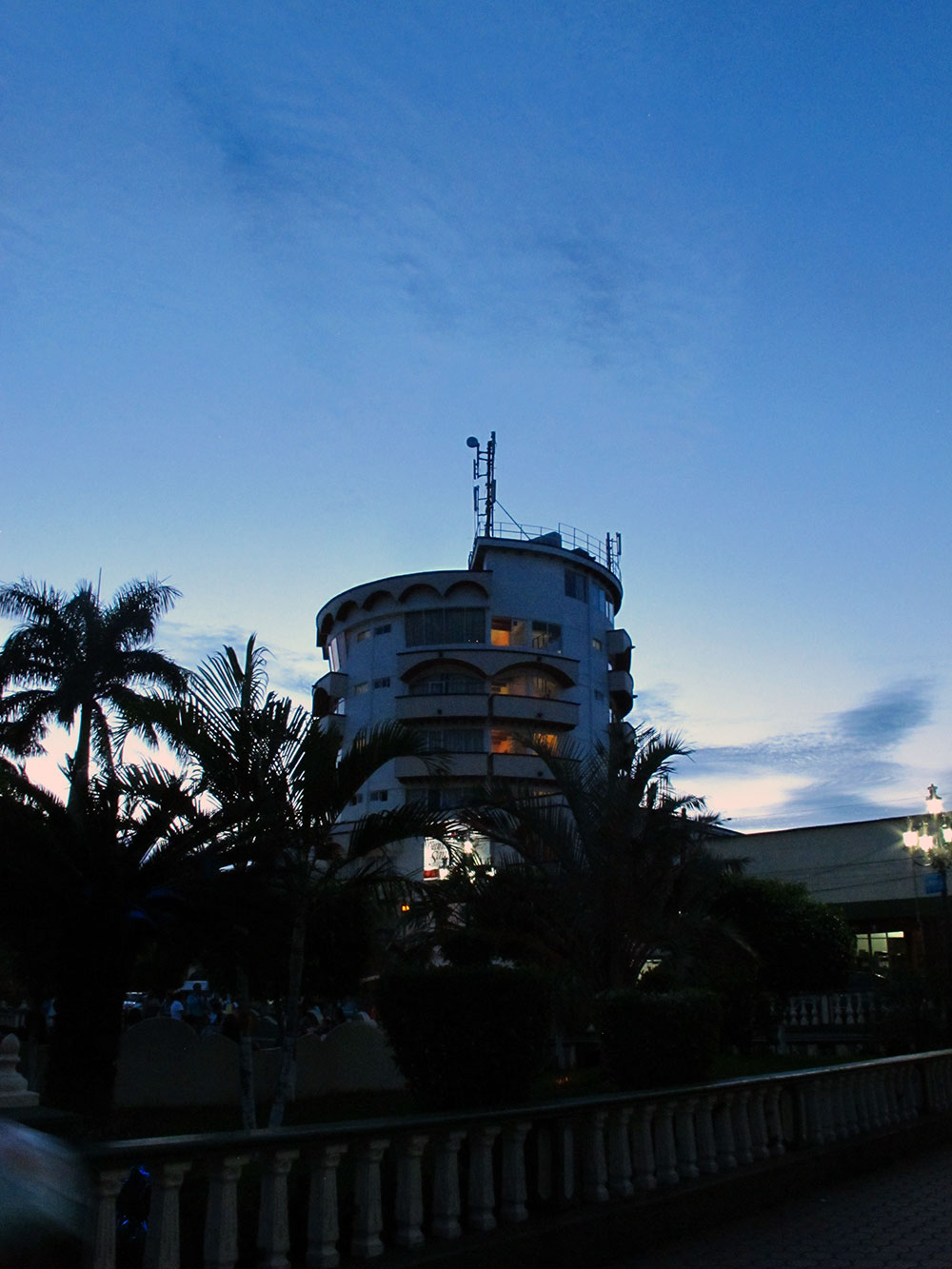
Vista de un Hotel en Santiago Tuxtla, Veracruz.

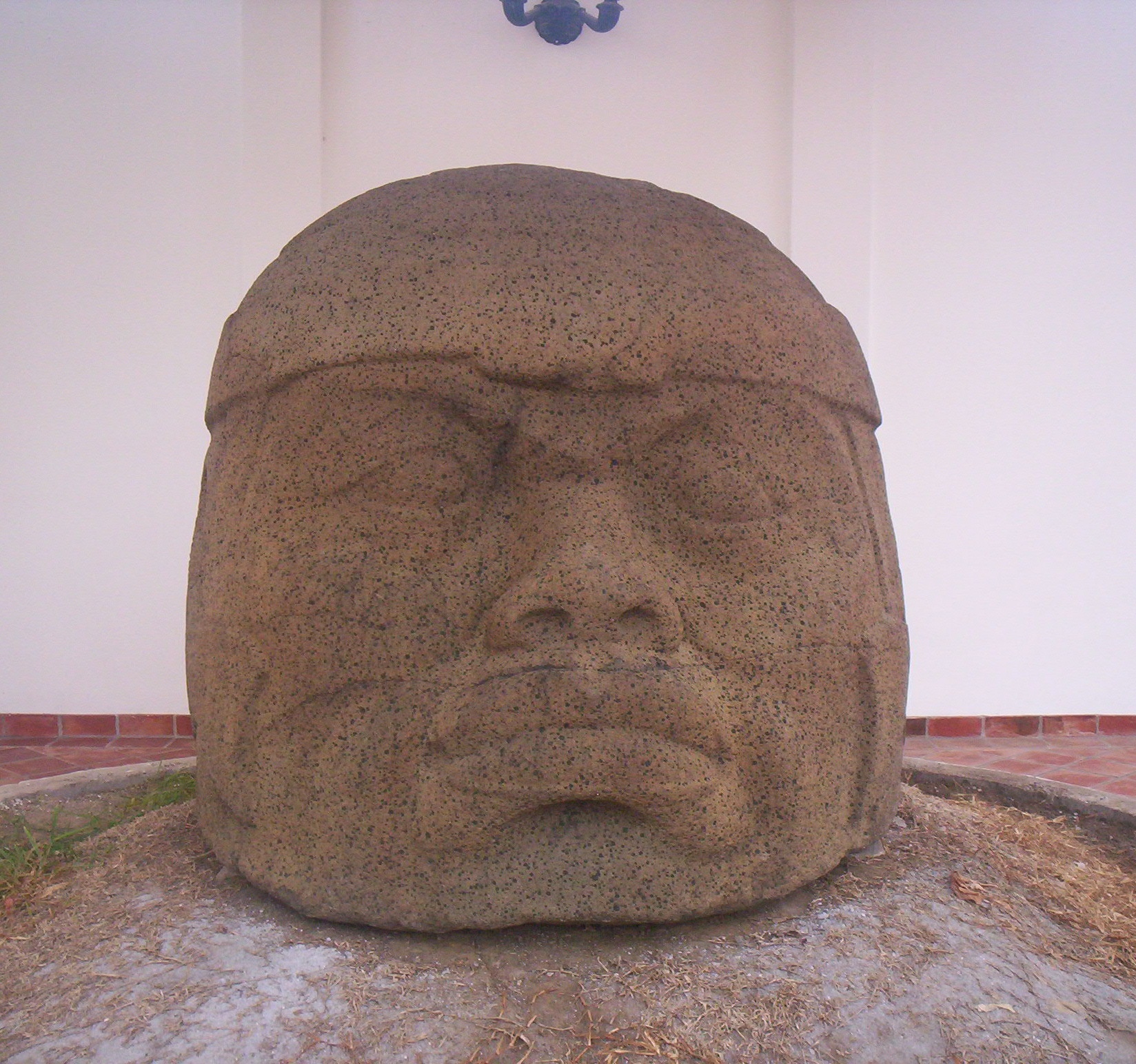
Cabeza Colosal en Museo Tuxtleco

## Estadísticas
La población de Santiago Tuxtla es de 56,427 habitantes según el censo del 2010, incluyendo más de 500 indígenas.
La cabecera es Santiago Tuxtla,  con 15,225 habitantes, otras poblaciones son Tres 
Zapotes (3,190), y Tlapacoyan (2,614), además de otras 19 comunidades con más de 500 habitantes.
La densidad de población es 66/km², y el crecimiento está estancado: 1995 (54,522 ), 2005 (54,939 ).
Analfabetismo afecta al 26%, y en la escala de pobreza el municipio ocupa el lugar 866 de 2454 municipios 
mexicanos. Aprox. 6,500 familias recibieron 56 millones de pesos en 2008 del programa "Oportunidades".
70.9% de los trabajadores ganaban menos de 2 salarios mínimos en 2005.
El municipio ocupa 711 km²
315 km² están dedicados a la ganadería,  8,237 bovinos fueron sacrificados en 2007.
La agricultura en 98 km² cosecha principalmente maíz, café y algunas naranjas.
Tiene una red de carreteras de 99 km y en 2007 se registraron 2,864 vehículos, además de 9,700 caballos.
El presupuesto municipal del 2008 fue 95.7 millones de pesos, 1,741 pesos por habitante.
Las coordenadas centrales son 18°28′0″N, 95°15′0″W , y la altitud central es 340 metros.
La elevación más alta es aproximadamente más de 1600 m. La costa es de 18 km de largo.
Una pequeña sección de la zona norte es parte de la Reserva de la Biosfera de Los Tuxtlas.
Casi el 31% se considera parte de la Sierra de Los Tuxtlas.
El municipio se encuentra integrado por una cabecera, que es la ciudad de Santiago Tuxtla en el Veracruz de Ignacio de la Llave, y 
ciento dos congregaciones que son: 
Alta Luz, Ampliación Cobata, Arroyo Largo, Arroyo San Isidro, Ayotzintla, Bella Vista, Boca del Monte, Bodegas de Otapan, Camacho, Ceibilla, Cerro Azul, Cerro Blanco, Cerro del Cubilete, Chiguipilincan, Chilchutihuca, Cinco de Mayo, Colonia Emiliano Zapata, Colonia Lic. Ángel Carvajal, Colonia Miguel Hidalgo, Colonia Oteapan, Cruz de Vidaña, Cuyuapan, El Aguaje, El Ámate, El Coyol, El Espinal, El Hato, El Jiote, El Mirador, El Moral, El Morillo, El Mostal, El Palmar, El Pretil, El Tular, Florida, Francisco I. Madero, Guinda, Hueyapan de Mimendi, Isletilla, La Cerca, La Mechuda, La Pitahaya, La Soledad, Las Pochotas, Lomas de Alonso Lázaro, Los Jarochos, Los Pinos, Lote Cinco, Mata de Caña, Maxyapan, Mazatán, Medellín, Nanchital, Nueva Esperanza, Ojo de Agua, Omeapan, Palo Herrado, Paso del Amate, Pixixiapan, Platanar, Popoctepetl, Potrero, Predio Los Ixhuapan, Pueblo Nuevo del Mostal, Rancho Nuevo, Rincón de Lucía, Rincón de Sosa, Rincón de Zapatero, Río Grande, Sabaneta, Salto de Agua de Islava I, Salto de Agua de Islava II, Salto de Agua de Pío, San Antonio de la Huerta, San Diego, San Marcos, San Marquitos, San Miguel, San Simón, San Simón Nuevo, Sehualaca, Sesecapan, Sinapan, Tapalapan, Tetax-sesecapan, Texcochapan de Abajo, Texcochapan de Arriba, Tibernal, Tierra Colorada, Tlapacoyan, Totlalli, Tres de Mayo, Tres Zapotes, Vigía Corona, Vigía de Abajo, Vigía de en Medio, Vista Hermosa, Yuale Chico, Yuale Grande, Zacatales, Zapotal, y 
ciento treinta y nueve localidades que son: 
Alonso Lázaro, Álvaro Castellanos, Arenal, Arroyo de Piedra, Arroyo Salado (El Porvenir), Baixtepe, Banco de Grava, Boca de Tecomate, Bonanza, Cerro Castro, Cerro Colorado, Cerro de los Vázquez, Chachalacapan, Chana Martínez (Tagala), Chicozapotal, Chigalapa, Chininiapan, Chininiapan de Arriba, Cinco Hermanos, Cobata, Colonia Cuesta Abajo, Cosoltiapa, Cotija, Cristina Castellanos (Tagala), Crustitan, Cuyuapan de Abajo, Ejido Francisco I. Madero, El Berral (Raúl Vargas), El Cañalito, El Cedral, El Chiflón, El Encanto, El Ciruelo, El Laurel, El Paraíso, El Picayo, El Plantel (Mario Carvajal), El Quico, El Rincón, El Sacrificio, El Sitio, El Soñador, El Soñador (Zapata), El Treviso, El Transbordador, El Vikingo, El Volcán, El Zapote, Entrada al Banco de Grava, Espinalito, Fernando Bustamante, Flor del Ejido, Francisco Isidoro Huatzozón, Guasimal, Hermanos Camino, Hidalgo, Jesús de la Parra, Kilómetro 19, La Aurora, La Ceiba, La Comisión, La Cuchilla, La Cuesta, La Encantada, La Esmeralda, La Esmeralda (El Trapiche), La Granja, La Guadalupe, La Joya, La Laguna, La Piedad, La Soledad, La Soledad (El Tamani), La Vaina, Las Lajas, Las Margaritas, Las Quince Letras, Loma Quemada, Los Cañales, Los Chaneques, Los Mangos, Los Naranjos, Los Naranjos (Rancho de los Bravo), Los Xolos, Mario Carvajal, Mario Flores, Narciso Victorino Marrero (Palo Herrado), Olapa, Palmira, Palo Blanco, Palo Gacho (La Piedra), Pepetaca, Pedro Toga, Pollinapan, Pueblo Nuevo, Rancho Barrientos, Rancho de la Maza, Rancho El Amate, Rancho El Cerro, Rancho Flor María, Rancho José María Migueles, Rancho La Loma, Rancho Las Palmas, Rancho Los 10 Hermanos, Rancho Los Pérez, Rancho Solís, Rancho Ubaldo Aguilera, Rancho Vargas, Raúl Carvajal, Raúl Sosa, Rolando Victorio, San Agustín, San Armando, San Fernando, San Isidro, San Lorenzo, San Martín, San Matías, San Rafael, Santa Elena, Santa Isabel, Santa Teresa, Tagala (Yuyo Gonzàlez), Tamaniapan, Tamoanchan Totlalli, Tanabalapan, Tapalcapan, Tenejapan, Tepetapan, Tepozapan, Tlapacoyan de Abajo, Totocapan, Totogal, Trapiche de Xinagambasca, Un Recuerdo, Villa Rica, Xaltepec, Xogapan.

## Educación

### Educación
La educación básica es impartida en 89 planteles de preescolar, 103 de primaria, 32 de educación secundaria, 14 instituciones de bachillerato.1 Universidad (UPAV).

## Gobierno

### Gobierno Municipal
Gobierno Municipal es por elección popular mediante el voto, cada 3 años cuando se elige al Presidente Municipal, 1 Sindico y 5 Regidores.
Por Decreto del Congreso del Estado, el Periodo actual es de 4 años, 2018-2022. Presidente Municipal Maestra Brianda Kristel Hernández Topete, durante ese periodo de gobierno.
Han ocupado este cargo las siguientes personas:
C. Ignacio Díaz Bustamante. (1956 - 1959)  
C. Fernando Bustamante Rábago. (1959 - 1962)  
Gabriel Cadena Fernández. (1962 - 1965) 
Sergio Francisco Díaz Carranza. (1965 - 1968) 
C. Ignacio Díaz Bustamante. (1968 - 1971) 
Sergio Francisco Díaz Carranza. (1971 - 1974). 
Lic. Ibérico Montesano Carbonell. (1974 - 1977)
Lic. Jorge Santos Azamar y 
Lic. Márquez (Consejo Municipal)
Prof. Nemesio Domínguez Domínguez. (1980 - 1983)
C. Gabriel Arnau Oliveros (1983 - 1986)
Lic. Ángel Heredia. (1989 - 1992)
Dr. Raúl Leopoldo Díaz González. (1992 - 1995)
Dr. Juan Domingo Rábago Oliveros. (1995 - 1998)
Profra. Maria del Consuelo Rodríguez Robles. (1998 - 2001)
C. Gabriel Arnau Oliveros. (2001 - 2005)
Yazmín de los Ángeles Copete Zapot. (2005 - 2008)
Lic. Josabeth Agustín Cadena González. (2008 - 2011)
C. Raúl Sosa González. (2011- 2014)
Lic. Claudia Guadalupe Acompa Islas. (2014 - 2018)
Argeniz Vázquez Copete. (2018 - 2022)
Profra. Brianda Kristel Hernández Topete. (2022 - 2025).

## Ciudades hermanas
- Santiago de Compostela, España:[6]